# 大公
大公（たいこう）は、称号の一つ。ヨーロッパの称号のうち公、公爵と訳されるものよりさらに上の称号を訳すのに使われる。大公と訳される称号には、「grand duke」などいくつかある（以下、原義を示すのに便宜上原則として英語を用いる）。

## grand duke
grand duke は、王（king）の下、公（duke）の上に位置する。王族の王以外のものや、分家の長が称することが多い。grand duke が元首となる国は大公国（grand duchy）。大公爵と訳すこともある。
歴史上の grand duke には、以下の例が挙げられる。
- トスカーナ大公
- バーデン大公
- メクレンブルク＝シュヴェリーン大公
- ヘッセン大公
- オルデンブルク大公
- ザクセン＝ヴァイマル＝アイゼナハ大公
- メクレンブルク＝シュトレーリッツ大公
- フィンランド大公
- リトアニア大公
- ルクセンブルク大公

このうち現存するものは、ルクセンブルク大公国のルクセンブルク大公のみである。

## grand duke / prince (露великий князь)
ヴェリーキー・クニャージはモスクワ大公などの称号である。もとはキエフ大公にのみ用いられた。諸公（князь）の上に立つ者という位置づけである。
この場合の「公・大公」は当時の現地語で「князь（クニャージ）」といい、英語ではprince、日本語では「公」と訳されているが、これは翻訳当時の都合であり、本来はむしろ「王」に相当するものであった。
キエフ・ルーシ時代には、すべての公の上に立つキエフ大公により派遣される一族によって各公国は治められていた。
その後、ロシア帝国時代にはツァーリ・皇帝の下に置かれる爵位のひとつとして「大公」の称号が用いられた。従って、この両者はキエフ・ルーシ時代のものとはまったく性格の異なるものであるといえる。
英語ではgrand princeが直訳であるが、grand dukeと訳すことが多い。
なお、「大公国」という名称は必ずしも正式のものではない。
- キエフ大公
- ウラジーミル大公
- モスクワ大公

## archduke (独Erzherzog)
Erzherzog（英語：archduke）は、オーストリアのハプスブルク家の成員が使う称号である。オーストリア大公のほか、オーストリア＝エステ大公と称する例もある。オーストリア公ルドルフ4世が自称したことに始まり、16世紀以後はハプスブルク家の全ての男子の成員が使用（女性形はErzherzogin）するようになった。
前ハプスブルク家当主の元オーストリア皇太子オットー・フォン・ハプスブルク、およびその息子で現当主のカール・ハプスブルク＝ロートリンゲンも Erzherzog を称する。

## prince
本来は、君主や諸侯一般を指す語であり、称号として用いられるときには「大公」と訳される場合がある。
フランス語圏・英語圏の prince は、フランス語の duc、英語の duke の上位の爵位として用いられる場合があり、その場合には、「公」とも訳される一方で「大公」とも訳される。たとえばモナコの君主（prince）は「大公」とも訳される。プリンス・オブ・ウェールズも「ウェールズ大公」と訳すことがある。

## duke (仏duc; 独Herzog)
初期中世のドイツやフランスにおける（ラテン語の）dux（英duke、仏duc、独Herzog）に「大公」という訳を当てることもある。この時代の dux は後世と違い、主として各部族の長という意味合いを持っていた（部族大公制）。
しかし、権力のあり方としてはともかく、称号としては後の爵位としての dux の起源であり、実際に承継されている例もある。例えば初期中世のバイエルン大公（バイエルン人の部族長）やロートリンゲン大公（ロートリンゲン地方のフランク人の部族長）は、後世ではバイエルンやロートリンゲン（ロレーヌ）の領主の称号となり、近世の文脈であれば「バイエルン公」や「ロートリンゲン公（ロレーヌ公）」と訳されるのが通常である。
本来の言語ではこのような名称による区別を行ってはおらず、あくまで日本において研究者により訳語が統一されていないということに過ぎない。また、研究者によっては初期中世に限定せずに用いることもあり、また「太公」の訳語を用いる者もいる（ただし、この語は漢語では別の意味を有する）。この意味で用いられる「大公」については公を参照。

## the Great
「偉大な公」の意味で「大公」を用いることがある（ユーグ大公、シュテファン大公など）。偉大な王という意味の「大王」、偉大な皇帝という意味の「大帝」と同義であり、例えば英語なら、この場合の大公も、大王も大帝もひっくるめて「The Great」と呼ばれており、区別されない。日本語訳の際に公か王か皇帝かで区別されるのである。

### 文献資料
- 新村出 編『広辞苑』（第六）岩波書店、2011年。ISBN 978-4-00-080121-8。
- 松村明 編『大辞林』（第三）三省堂、2006年。ISBN 4-385-13905-9。